# Vice-Premier ministre
Dans la hiérarchie d'un gouvernement, le terme vice-Premier ministre est utilisé afin de désigner les personnes venant protocolairement après le Premier ministre mais avant les ministres pleins. Leur secteur d'activité reflète les thèmes centraux de l'activité gouvernementale, l'importance accordée à leur portefeuille, ou des fonctions liées au fonctionnement du gouvernement.

## Attribution du poste
Dans certains régimes parlementaires où la représentation proportionnelle pour la désignation des députés est en vigueur et qui sont donc gouvernés par des gouvernements de coalition, les dirigeants des autres partis (le chef du parti dominant étant le Premier ministre) portent généralement ce titre sans forcément disposer d'un portefeuille.

## Pays disposant du poste

### Belgique
En Belgique, la fonction de vice-premier ministre inclut un rôle plus large que de simplement suppléer le premier ministre et remplacer ce dernier en cas d'absence. En effet, la politique belge étant basée sur le multipartisme, le gouvernement fédéral rassemble une coalition de partis, et chaque parti désigne un vice-premier ministre, qui fait donc office de lien entre le parti et le gouvernement.

### Canada
Au Canada, le vice-premier ministre est un poste nommé par le premier ministre pour l'assister dans ses fonctions. N'ayant pas de ministère attitré, les pouvoirs des vice-premiers ministres sont relativement limités.
Au niveau fédéral :
- vice-premier ministre du Canada

Dans les provinces :
- vice-premier ministre de l'Alberta
- vice-premier ministre de l'Île-du-Prince-Édouard
- vice-premier ministre du Manitoba
- vice-premier ministre du Nouveau-Brunswick
- vice-premier ministre de l'Ontario
- vice-premier ministre du Québec

### Finlande
En Finlande, le vice-Premier ministre est le ministre chargé de suppléer le Premier ministre.

### Japon
Au Japon, le vice-Premier ministre (副総理大臣, Fuku-sōri daijin), ou « ministre d'État désigné en premier selon l'article 9 de la loi du Cabinet » (内閣法第九条の第一順位指定国務大臣, Naikaku-hō dai-kyū-jō no dai-ichi jun'i Shitei-Kokumu-daijin), est un titre donné occasionnellement à une personnalité politique de premier plan au sein du Cabinet, chargé tout particulièrement de suppléer le Premier ministre et de prendre l'intérim de ce dernier en cas de vacance de la charge.

### Russie
En Russie, les vice-Premiers ministres sont les ministres chargés de suppléer le chef du gouvernement. Le premier d'entre eux est le premier vice-Premier ministre.

## Équivalents
Sous l'aspect protocolaire, les vice-Premiers ministres s'apparentent : 
- aux ministres d'État qui existent en France et au Portugal ;
- aux vice-présidents du gouvernement en Espagne ou en République tchèque ;
- aux vice-présidents du Conseil des ministres en Pologne ou en Italie ;
- aux vice-chanceliers en Allemagne et en Autriche ;
- aux vice-ministres d'État en Suède et au Danemark.